# 徐州墓群
徐州墓群是位於江蘇省徐州市的一系列漢代畫像石墓，2006年5月被列入第六批全國重點文物保護單位，包括：
- 茅村漢畫像石墓；
- 拉犁山東漢墓；
- 白集漢畫像石墓。